# Copa Merconorte 2001
La Copa Merconorte 2001 fue la cuarta y última edición del torneo de clubes de la región norte de América, organizado por la Confederación Sudamericana de Fútbol, en la que participaron equipos de siete países: Bolivia, Colombia, Ecuador, Estados Unidos, México, Perú y Venezuela.
Millonarios de Colombia se consagró campeón del certamen tras vencer en la definición por penales de la final a Emelec.

## Formato
Los 16 participantes fueron divididos en cuatro grupos de 4 equipos, donde cada uno enfrentó a sus rivales de zona bajo un sistema de liguilla a doble rueda, ida y vuelta. Los equipos que finalizaron en el primer puesto de cada grupo avanzaron a la instancia de semifinales, donde entró en juego el sistema de eliminación directa. Desde allí, ante la igualdad de puntos, obtenía la clasificación el equipo con mejor diferencia de goles; de persistir el empate, se efectuaron tiros desde el punto penal.
|                             |                             | Equipos que entran en esta fase                                                                                 | Equipos que provienen de la fase anterior |
| --------------------------- | --------------------------- | --- | ----------------------------------------- |
| Fase de grupos (16 equipos) | Fase de grupos (16 equipos) | - 3 equipos de Colombia, Ecuador, México y Perú - 2 equipos de Estados Unidos - 1 equipo de Bolivia y Venezuela |                                           |
| Fases finales (4 equipos)   | Fases finales (4 equipos)   | | - 4 equipos primeros de la Fase de grupos |

## Equipos participantes
Todos los equipos participaron en calidad de invitados. En cursiva los equipos debutantes en el torneo.
| País                           | Equipo                                        |
| ------------------------------ | --------------------------------------------- |
| Bolivia 1 participante         | Blooming                                      |
| Colombia 3 participantes       | América de Cali Atlético Nacional Millonarios |
| Ecuador 3 participantes        | Aucas Barcelona Emelec                        |
| Estados Unidos 2 participantes | Kansas City Wizards MetroStars                |
| México 3 participantes         | Guadalajara Necaxa Santos Laguna              |
| Perú 3 participantes           | Alianza Lima Sporting Cristal Universitario   |
| Venezuela 1 participante       | Deportivo Italchacao                          |

### Distribución geográfica de los equipos
Distribución geográfica de las sedes de los equipos participantes:

## Fase de grupos

### Grupo A
| Equipo          | Pts. | PJ | PG | PE | PP | GF | GC | DG |
| --------------- | ---- | -- | -- | -- | -- | -- | -- | -- |
| Necaxa          | 15   | 6  | 5  | 0  | 1  | 12 | 5  | 7  |
| América de Cali | 10   | 6  | 3  | 1  | 2  | 7  | 7  | 0  |
| Alianza Lima    | 5    | 6  | 1  | 2  | 3  | 8  | 10 | –2 |
| Aucas           | 4    | 6  | 1  | 1  | 4  | 6  | 11 | –5 |

| \| Fecha \| Lugar \| Local \| Resultado \| Visitante \| \| ---------------- \| -------------- \| --------------- \| --------- \| --------------- \| \| 31 de julio \| Quito \| Aucas \| 0:2 \| Necaxa \| \| 1 de agosto \| Cali \| América de Cali \| 1:1 \| Alianza Lima \| \| 22 de agosto \| Lima \| Alianza Lima \| 4:1 \| Aucas \| \| 28 de agosto \| Aguascalientes \| Necaxa \| 1:0 \| América de Cali \| \| 12 de septiembre \| Quito \| Aucas \| 0:1 \| América de Cali \| \| 19 de septiembre \| Aguascalientes \| Necaxa \| 2:1 \| Alianza Lima \| \| 25 de septiembre \| Aguascalientes \| Necaxa \| 1:3 \| Aucas \| \| 26 de septiembre \| Lima \| Alianza Lima \| 1:2 \| América de Cali \| \| 9 de octubre \| Lima \| Alianza Lima \| 0:3 \| Necaxa \| \| 16 de octubre \| Cali \| América de Cali \| 1:3 \| Necaxa \| \| 24 de octubre \| Quito \| Aucas \| 1:1 \| Alianza Lima \| \| 1 de noviembre \| Cali \| América de Cali \| 2:1 \| Aucas \| |                |                 |           |                 |
| Fecha | Lugar          | Local           | Resultado | Visitante       |
| 31 de julio | Quito          | Aucas           | 0:2       | Necaxa          |
| 1 de agosto | Cali           | América de Cali | 1:1       | Alianza Lima    |
| 22 de agosto | Lima           | Alianza Lima    | 4:1       | Aucas           |
| 28 de agosto | Aguascalientes | Necaxa          | 1:0       | América de Cali |
| 12 de septiembre | Quito          | Aucas           | 0:1       | América de Cali |
| 19 de septiembre | Aguascalientes | Necaxa          | 2:1       | Alianza Lima    |
| 25 de septiembre | Aguascalientes | Necaxa          | 1:3       | Aucas           |
| 26 de septiembre | Lima           | Alianza Lima    | 1:2       | América de Cali |
| 9 de octubre | Lima           | Alianza Lima    | 0:3       | Necaxa          |
| 16 de octubre | Cali           | América de Cali | 1:3       | Necaxa          |
| 24 de octubre | Quito          | Aucas           | 1:1       | Alianza Lima    |
| 1 de noviembre | Cali           | América de Cali | 2:1       | Aucas           |

### Grupo B
| Equipo               | Pts. | PJ | PG | PE | PP | GF | GC | DG |
| -------------------- | ---- | -- | -- | -- | -- | -- | -- | -- |
| Millonarios          | 12   | 6  | 4  | 0  | 2  | 10 | 7  | 3  |
| Deportivo Italchacao | 12   | 6  | 4  | 0  | 2  | 9  | 8  | 1  |
| MetroStars           | 9    | 6  | 3  | 0  | 3  | 8  | 5  | 3  |
| Guadalajara          | 3    | 6  | 1  | 0  | 5  | 3  | 10 | –7 |

| \| Fecha \| Lugar \| Local \| Resultado \| Visitante \| \| ---------------- \| --------------- \| -------------------- \| --------- \| -------------------- \| \| 9 de agosto \| Guadalajara \| Guadalajara \| 3:0 \| Millonarios \| \| 9 de agosto \| East Rutherford \| MetroStars \| 2:0 \| Deportivo Italchacao \| \| 23 de agosto \| Bogotá \| Millonarios \| 5:0 \| Deportivo Italchacao \| \| 29 de agosto \| Bogotá \| Millonarios \| 2:1 \| MetroStars \| \| 11 de septiembre \| Caracas \| Deportivo Italchacao \| 2:0 \| Guadalajara \| \| 17 de octubre \| East Rutherford \| MetroStars \| 2:0[n 3] \| Guadalajara \| \| 18 de octubre \| Caracas \| Deportivo Italchacao \| 3:0 \| Millonarios \| \| 24 de octubre \| Caracas \| Deportivo Italchacao \| 2:1 \| MetroStars \| \| Cancelado \| — \| Guadalajara \| 0:2[n 2] \| Deportivo Italchacao \| \| 31 de octubre \| East Rutherford \| MetroStars \| 0:1 \| Millonarios \| \| Cancelado \| — \| Millonarios \| 2:0[n 2] \| Guadalajara \| \| Cancelado \| — \| Guadalajara \| 0:2[n 2] \| MetroStars \| |                 |                      |           |                      |
| Fecha | Lugar           | Local                | Resultado | Visitante            |
| 9 de agosto | Guadalajara     | Guadalajara          | 3:0       | Millonarios          |
| 9 de agosto | East Rutherford | MetroStars           | 2:0       | Deportivo Italchacao |
| 23 de agosto | Bogotá          | Millonarios          | 5:0       | Deportivo Italchacao |
| 29 de agosto | Bogotá          | Millonarios          | 2:1       | MetroStars           |
| 11 de septiembre | Caracas         | Deportivo Italchacao | 2:0       | Guadalajara          |
| 17 de octubre | East Rutherford | MetroStars           | 2:0       | Guadalajara          |
| 18 de octubre | Caracas         | Deportivo Italchacao | 3:0       | Millonarios          |
| 24 de octubre | Caracas         | Deportivo Italchacao | 2:1       | MetroStars           |
| Cancelado | —               | Guadalajara          | 0:2       | Deportivo Italchacao |
| 31 de octubre | East Rutherford | MetroStars           | 0:1       | Millonarios          |
| Cancelado | —               | Millonarios          | 2:0       | Guadalajara          |
| Cancelado | —               | Guadalajara          | 0:2       | MetroStars           |

### Grupo C
| Equipo              | Pts. | PJ | PG | PE | PP | GF | GC | DG |
| ------------------- | ---- | -- | -- | -- | -- | -- | -- | -- |
| Santos Laguna       | 15   | 6  | 5  | 0  | 1  | 15 | 6  | 9  |
| Sporting Cristal    | 11   | 6  | 3  | 2  | 1  | 10 | 10 | 0  |
| Kansas City Wizards | 4    | 6  | 1  | 1  | 4  | 8  | 12 | –4 |
| Barcelona           | 3    | 6  | 0  | 3  | 3  | 9  | 14 | –5 |

| \| Fecha \| Lugar \| Local \| Resultado \| Visitante \| \| ---------------- \| ----------- \| ------------------- \| --------- \| ------------------- \| \| 1 de agosto \| Kansas City \| Kansas City Wizards \| 1:2 \| Sporting Cristal \| \| 8 de agosto \| Torreón \| Santos Laguna \| 4:2 \| Kansas City Wizards \| \| 14 de agosto \| Torreón \| Santos Laguna \| 3:1 \| Barcelona \| \| 21 de agosto \| Guayaquil \| Barcelona \| 2:2 \| Sporting Cristal \| \| 29 de agosto \| Guayaquil \| Barcelona \| 2:3 \| Kansas City Wizards \| \| 12 de septiembre \| Lima \| Sporting Cristal \| 2:1 \| Kansas City Wizards \| \| 20 de septiembre \| Torreón \| Santos Laguna \| 3:0 \| Sporting Cristal \| \| 10 de octubre \| Guayaquil \| Barcelona \| 1:3 \| Santos Laguna \| \| 17 de octubre \| Kansas City \| Kansas City Wizards \| 1:1 \| Barcelona \| \| 23 de octubre \| Lima \| Sporting Cristal \| 2:1 \| Santos Laguna \| \| 21 de noviembre \| Kansas City \| Kansas City Wizards \| 0:1 \| Santos Laguna \| \| 22 de noviembre \| Lima \| Sporting Cristal \| 2:2 \| Barcelona \| |             |                     |           |                     |
| Fecha | Lugar       | Local               | Resultado | Visitante           |
| 1 de agosto | Kansas City | Kansas City Wizards | 1:2       | Sporting Cristal    |
| 8 de agosto | Torreón     | Santos Laguna       | 4:2       | Kansas City Wizards |
| 14 de agosto | Torreón     | Santos Laguna       | 3:1       | Barcelona           |
| 21 de agosto | Guayaquil   | Barcelona           | 2:2       | Sporting Cristal    |
| 29 de agosto | Guayaquil   | Barcelona           | 2:3       | Kansas City Wizards |
| 12 de septiembre | Lima        | Sporting Cristal    | 2:1       | Kansas City Wizards |
| 20 de septiembre | Torreón     | Santos Laguna       | 3:0       | Sporting Cristal    |
| 10 de octubre | Guayaquil   | Barcelona           | 1:3       | Santos Laguna       |
| 17 de octubre | Kansas City | Kansas City Wizards | 1:1       | Barcelona           |
| 23 de octubre | Lima        | Sporting Cristal    | 2:1       | Santos Laguna       |
| 21 de noviembre | Kansas City | Kansas City Wizards | 0:1       | Santos Laguna       |
| 22 de noviembre | Lima        | Sporting Cristal    | 2:2       | Barcelona           |

### Grupo D
| Equipo            | Pts. | PJ | PG | PE | PP | GF | GC | DG |
| ----------------- | ---- | -- | -- | -- | -- | -- | -- | -- |
| Emelec            | 12   | 6  | 3  | 3  | 0  | 8  | 1  | 7  |
| Atlético Nacional | 10   | 6  | 3  | 1  | 2  | 7  | 5  | 2  |
| Universitario     | 10   | 6  | 3  | 1  | 2  | 7  | 7  | 0  |
| Blooming          | 1    | 6  | 0  | 1  | 5  | 3  | 12 | –9 |

| \| Fecha \| Lugar \| Local \| Resultado \| Visitante \| \| ---------------- \| ---------- \| ----------------- \| --------- \| ----------------- \| \| 9 de agosto \| Medellín \| Atlético Nacional \| 3:0 \| Universitario \| \| 22 de agosto \| Santa Cruz \| Blooming \| 2:3 \| Universitario \| \| 30 de agosto \| Santa Cruz \| Blooming \| 0:2 \| Atlético Nacional \| \| 13 de septiembre \| Lima \| Universitario \| 0:0 \| Emelec \| \| 18 de septiembre \| Medellín \| Atlético Nacional \| 0:0 \| Emelec \| \| 19 de septiembre \| Lima \| Universitario \| 2:0 \| Blooming \| \| 26 de septiembre \| Guayaquil \| Emelec \| 1:0 \| Universitario \| \| 10 de octubre \| Lima \| Universitario \| 2:1 \| Atlético Nacional \| \| 10 de octubre \| Santa Cruz \| Blooming \| 0:0 \| Emelec \| \| 25 de octubre \| Medellín \| Atlético Nacional \| 1:0 \| Blooming \| \| 28 de octubre \| Guayaquil \| Emelec \| 4:1 \| Blooming \| \| 20 de noviembre \| Guayaquil \| Emelec \| 3:0 \| Atlético Nacional \| |            |                   |           |                   |
| Fecha | Lugar      | Local             | Resultado | Visitante         |
| 9 de agosto | Medellín   | Atlético Nacional | 3:0       | Universitario     |
| 22 de agosto | Santa Cruz | Blooming          | 2:3       | Universitario     |
| 30 de agosto | Santa Cruz | Blooming          | 0:2       | Atlético Nacional |
| 13 de septiembre | Lima       | Universitario     | 0:0       | Emelec            |
| 18 de septiembre | Medellín   | Atlético Nacional | 0:0       | Emelec            |
| 19 de septiembre | Lima       | Universitario     | 2:0       | Blooming          |
| 26 de septiembre | Guayaquil  | Emelec            | 1:0       | Universitario     |
| 10 de octubre | Lima       | Universitario     | 2:1       | Atlético Nacional |
| 10 de octubre | Santa Cruz | Blooming          | 0:0       | Emelec            |
| 25 de octubre | Medellín   | Atlético Nacional | 1:0       | Blooming          |
| 28 de octubre | Guayaquil  | Emelec            | 4:1       | Blooming          |
| 20 de noviembre | Guayaquil  | Emelec            | 3:0       | Atlético Nacional |

## Fases finales

### Cuadro de desarrollo
|  | Semifinales                       | Semifinales                       | Semifinales                       | Semifinales                       |   |        | Final                | Final                | Final                | Final                |  |
|  | 20 de noviembre al 6 de diciembre | 20 de noviembre al 6 de diciembre | 20 de noviembre al 6 de diciembre | 20 de noviembre al 6 de diciembre |   |        | 13 y 20 de diciembre | 13 y 20 de diciembre | 13 y 20 de diciembre | 13 y 20 de diciembre |  |
|  |                                   |                                   |                                   |                                   |   |        |                      |                      |                      |                      |  |
|  |                                   |                                   |                                   |                                   |   |        |                      |                      |                      |                      |  |
|  | Emelec (p.)                       | 1                                 | 4                                 | 5 (4)                             |   |        |                      |                      |                      |                      |  |
|  | Emelec (p.)                       | 1                                 | 4                                 | 5 (4)                             |   |        |                      |                      |                      |                      |  |
|  | Santos Laguna                     | 4                                 | 1                                 | 5 (2)                             |   |        |                      |                      |                      |                      |  |
|  | Santos Laguna                     | 4                                 | 1                                 | 5 (2)                             |   | Emelec | 1                    | 1                    | 2 (1)                |                      |  |
|  |                                   |                                   |                                   |                                   |   | Emelec | 1                    | 1                    | 2 (1)                |                      |  |
|  |                                   |                                   | Millonarios (p.)                  | 1                                 | 1 | 2 (3)  |                      |                      |                      |                      |  |
|  | Millonarios (p.)                  | 2                                 | Millonarios (p.)                  | 1                                 | 1 | 2 (3)  | 3                    | 5 (3)                |                      |                      |  |
|  | Millonarios (p.)                  | 2                                 |                                   |                                   |   |        | 3                    | 5 (3)                |                      |                      |  |
|  | Necaxa                            | 3                                 | 2                                 | 5 (1)                             |   |        |                      |                      |                      |                      |  |
|  | Necaxa                            | 3                                 | 2                                 | 5 (1)                             |   |        |                      |                      |                      |                      |  |
|  |                                   |                                   |                                   |                                   |   |        |                      |                      |                      |                      |  |

- Nota: En cada llave, el equipo que ocupa la primera línea es el que definió la serie como local.

### Semifinales
| 29 de noviembre de 2001 | Santos Laguna                                                | 4:1 (3:0) | Emelec      | Estadio Corona, Torreón           |                                   |
|                         | Robson Luiz 4' 33' · Lillingston 25' · Gomes de Oliveira 58' |           | Tenorio 75' | Árbitro(s): José Arana Villamonte | Árbitro(s): José Arana Villamonte |

| 6 de diciembre de 2001 | Emelec                                     | 4:1 (4:0) (4:2 p.)         | Santos Laguna                                         | Estadio George Capwell, Guayaquil |                        |
|                        | Tenorio 5' 13' · Hidalgo 24' · Moreira 44' |                            | Gomes de Oliveira 71'                                 | Árbitro(s): Guido Aros            | Árbitro(s): Guido Aros |
|                        |                                            | Tiros desde el punto penal |                                                       |                                   |                        |
|                        | Hidalgo · Poroso · Tenorio · Ayoví         |                            | Altamirano · Gomes de Oliveira · Róbson Luís · Romero |                                   |                        |

| 20 de noviembre de 2001 | Necaxa                                     | 3:2 (1:2) | Millonarios       | Estadio Victoria, Aguascalientes |                            |
|                         | Moreno 9' · Martínez 85' · Alves Zague 89' |           | Gutiérrez 25' 29' | Árbitro(s): Roger Zambrano       | Árbitro(s): Roger Zambrano |

| 27 de noviembre de 2001 | Millonarios                             | 3:2 (1:2) (3:1 p.)         | Necaxa                            | Estadio El Campín, Bogotá  |                            |
|                         | Orrego 38' · Rivera 64' · Jaramillo 85' |                            | López 21' · Moreno 28'            | Árbitro(s): Luis Solórzano | Árbitro(s): Luis Solórzano |
|                         |                                         | Tiros desde el punto penal |                                   |                            |                            |
|                         | Rivera · Castro · Gutiérrez · Moreno    |                            | González · Pérez · Nuñez · Galván |                            |                            |

### Final
| 13 de diciembre de 2001 | Millonarios | 1:1 (0:0) | Emelec      | Estadio El Campín, Bogotá  |                            |
|                         | Castro 76'  |           | Tenorio 75' | Árbitro(s): Luis Solórzano | Árbitro(s): Luis Solórzano |

| 20 de diciembre de 2001 | Emelec                             | 1:1 (0:1) (1:3 p.)         | Millonarios                          | Estadio George Capwell, Guayaquil |                              |
|                         | Tenorio 50'                        |                            | Jaramillo 29'                        | Árbitro(s): Gilberto Hidalgo      | Árbitro(s): Gilberto Hidalgo |
|                         |                                    | Tiros desde el punto penal |                                      |                                   |                              |
|                         | Hidalgo · Tenorio · Poroso · Cagua |                            | Rivera · Orrego · Castro · Gutiérrez |                                   |                              |

|                                 |
| Bandera de Colombia             |
| Campeón Millonarios 1.er título |

## Estadísticas

### Clasificación general
| Pos. | Equipo | Pts | PJ | PG | PE | PP | GF | GC | Dif. | Rend.  |
| ---- | --- | --- | -- | -- | -- | -- | -- | -- | ---- | ------ |
| 1    | Millonarios                                                                                                   | 17  | 10 | 5  | 2  | 3  | 17 | 14 | 3    | 56,66% |
| 2    | [[Archivo:{{{bandera alias-1900}}}\|class=notpageimage noviewer\|20x20px\|border\|Bandera de Bolivia]] Emelec | 17  | 10 | 4  | 5  | 1  | 15 | 8  | 7    | 56,66% |
| 3    | Santos Laguna                                                                                                 | 18  | 8  | 6  | 0  | 2  | 20 | 11 | 9    | 75%    |
| 4    | Necaxa | 18  | 8  | 6  | 0  | 2  | 17 | 10 | 7    | 75%    |
| 5    | Deportivo Italchacao                                                                                          | 12  | 6  | 4  | 0  | 2  | 9  | 8  | 1    | 66,66% |
| 6    | Sporting Cristal                                                                                              | 11  | 6  | 3  | 2  | 1  | 10 | 10 | 0    | 61,11% |
| 7    | Atlético Nacional                                                                                             | 10  | 6  | 3  | 1  | 2  | 7  | 5  | 2    | 55,55% |
| 8    | América de Cali                                                                                               | 10  | 6  | 3  | 1  | 2  | 7  | 7  | 0    | 55,55% |
| 9    | Universitario                                                                                                 | 10  | 6  | 3  | 1  | 2  | 7  | 7  | 0    | 55,55% |
| 10   | MetroStars | 9   | 6  | 3  | 0  | 3  | 8  | 5  | 3    | 50%    |
| 11   | Alianza Lima                                                                                                  | 5   | 6  | 1  | 2  | 3  | 8  | 10 | –2   | 27,77% |
| 12   | Kansas City Wizards                                                                                           | 4   | 6  | 1  | 1  | 4  | 8  | 12 | –4   | 22,22% |
| 13   | Aucas | 4   | 6  | 1  | 1  | 4  | 6  | 11 | –5   | 22,22% |
| 14   | Barcelona | 3   | 6  | 0  | 3  | 3  | 9  | 14 | –5   | 16,66% |
| 15   | Blooming | 1   | 6  | 0  | 1  | 5  | 3  | 12 | –9   | 5.55%  |
| 16   | Guadalajara                                                                                                   | 3   | 6  | 1  | 0  | 5  | 3  | 10 | –7   | 16,66% |

### Goleadores
| Jugador              | Club                | Goles |
| -------------------- | ------------------- | ----- |
| Otilino Tenorio      | Emelec              | 7     |
| Alfredo David Moreno | Necaxa              | 6     |
| Wilson Cano          | Millonarios         | 5     |
| Eduardo Lillingston  | Santos Laguna       | 5     |
| Jared Borgetti       | Santos Laguna       | 4     |
| Carlos Alfaro Moreno | Barcelona           | 4     |
| Luis Roberto Alves   | Necaxa              | 4     |
| Carlos Augusto Gomes | Santos Laguna       | 4     |
| Róbson Luís          | Santos Laguna       | 3     |
| Raúl Duarte          | Aucas               | 3     |
| Roy Lassiter         | Kansas City Wizards | 3     |
| Martín Vilallonga    | Universitario       | 3     |
| Luis Ernesto Pérez   | Necaxa              | 3     |